# Фламінго, рожевий птах
«Фламінго, рожева птиця» (азерб. «Qızıl qaz») — радянський художній фільм-драма 1972 року, знятий на кіностудії «Азербайджанфільм».

## Сюжет
Психологічна драма-кіноповість. Фільм розповідає про Каспійське море, мальовничу природу і жителів. У центрі основного сюжету фільму суспільно-моральні проблеми.

## У ролях
- Гасан Мамедов — Фарман (російський дубляж: Володимир Костін)
- Шукур Бурханов — Агабала (азербайджанський дубляж: Юсіф Велієв, російський дубляж: Григорій Гай)
- Тофік Тагізаде — голова комітету Теймур Мухтаров (азербайджанський дубляж: Самандар Рзаєв, російський дубляж: Юхим Копелян)
- Лейла Шихлінська — Шафіга (азербайджанський дубляж: Аміна Юсіфкизи, російський дубляж: Людмила Старіцина)
- Гасан Турабов — Фазілов (російський дубляж: Нодар Шашикоглу)
- Іван Рижов — Якоб Митрошин (азербайджанський дубляж: Агасадих Герабейлі, російський дубляж: Ігор Єфімов)
- Садих Гусейнов — Алігусейн (російський дубляж: Борис Аракелов)
- Шахмар Алекперов — Різван (російський дубляж: Олександр Суснін)
- Рафік Азімов — Гюндуз
- Мамедрза Шейхзаманов — Махмуд
- Т. Ксенофонтова — Гора
- С. Агайєв — епізод
- Халіда Гулієва — Валіда
- Рафік Керімов — епізод
- Садих Гасанзаде — Нуру
- Аміна Нагієва — епізод
- С. Асланова — епізод
- Садая Мустафаєва — мати Шафіги
- Тораханим Зейналова — сестра Алігусейна
- Ельдар Азімов — епізод
- Є. Пашаєв — епізод
- Є. Мамедов — епізод
- Людмила Духовна — епізод
- Аббас Рзаєв — епізод
- Сулейман Аскеров — селянин
- Ільхам Наміг Камал — бармен Алі
- Тарієл Касумов — епізод

## Знімальна група
- Автор сценарію: Алі Гафаров
- Режисер-постановник: Тофік Тагізаде
- Другий режисер: Акіф Рустамов
- Оператор-постановник: Заур Магеррамов
- Монтажер-постановник: Тамара Наріманбекова
- Художник-постановник: Мамед Гусейнов
- Художник по костюмам: Тетяна Амірова
- Художник-гример: В. Арапов
- Композитор: Акшин Алізаде
- Звукооператор: Володимир Савін
- Диригент: Назім Рзаєв
- Оператор комбінованих зйомок: Вагіф Мурадов
- Художник комбінованих зйомок: Мірза Рафієв
- Асистенти режисера: Самед Лвзимов, Ніджат Файзуллаєв, Есміра Ісмаїлова
- Асистенти оператора: Амін Новрузов, І. Копанец, Вагіф Багіров
- Асистентка художника: Тамілла Дагестанли
- Консультант: Ільяс Гусейнов
- Редактор: Адхам Гулубеков
- Директор фільму: Башир Кулієв